# 斯蒂芬·盖特利
斯蒂芬·盖特利（Stephen Gately，1976年3月17日—2009年10月11日）是爱尔兰籍歌手、演员、词作家和作者，他与罗南·凯汀（Ronan Keating）同为男声团体男孩特区的主唱，该团体所有专辑均进入了英国流行排行榜。
盖特利在1999年公开了自己的同性恋性倾向。2003年，与伴侶Andrew Cowles结成家庭。
2009年10月10日：被發現在西班牙马略卡旅游时猝死。。他死前曾外出喝了幾杯酒，回到飯店睡覺後，就沒有再醒過來。他終年33歲，遺體運回家鄉。
西班牙法庭表示，Stephen Gately經驗屍後顯示是死於自然。聲明指出，Stephen Gately是死於肺水腫，沒有迹象是死於暴力。